# 김민재 (1971년)
김민재(金敏在 , 1971년 5월 14일 ~ )은 대한민국의 공무원이다. 제7대 행정안전부 차관을 역임중다.

## 학력
- 홍천국민학교 졸업
- 강원대학교사범대학부설고등학교 졸업
- 한양대학교 법과대학 행정학 학사
- 워싱턴 대학교 대학원 행정학 석사

## 경력
- 1994.11 제38회 행정고시 합격
- 1995.4 행정사무관
- 2000.1 공군 중위 전역 (기본병과장교)
- 강원도청 지식정보기획관실 행정사무관
- 2004.7 행정자치부 자치행정과 행정서기관
- 2006.7 지방분권지원단 기획총괄팀장
- 행정안전부 재난안전통신선진화추진팀장
- 대통령실 의전비서관실 행정관, 부이사관
- 2012.5 행정안전부 윤리담당관
- 2014.7 국제연합 무역개발회의 파견
- 행정안전부 정부혁신조직실 기반조성과장
- 2017.12 ~ 2020.2 강원도청 기획조정실장 (최문순 도정)
- 2020.12 진실·화해를위한과거사정리위원회 사무처 기획운영관
- 2021.8 행정안전부 의정관 겸 국무회의 간사
  - 2022.5 제20대 대통령 취임식 사회자
- 2022.8 행정안전부 지방자치분권실 지방행정정책관
- 2023.9 ~ 2023.11 행정안전부 기획조정실장, 관리관
- 2023.11 ~ 2025.6 제2대 행정안전부 차관보
- 2025.6 ~ 행정안전부 차관
- 2025.6 ~ 2025.7 행정안전부 장관 직무대행